# TEAN International 2011
Il TEAN International 2011 è stato un torneo professionistico di tennis giocato sul cemento. È stata la 16ª edizione del torneo maschile, l'11a del torneo femminile, che fanno parte dell'ATP Challenger Tour nell'ambito dell'ATP Challenger Tour 2011 e dell'ITF Women's Circuit nell'ambito dell'ITF Women's Circuit 2011. Il torneo maschile e quello femminile si sono giocati a Alphen aan den Rijn in Paesi Bassi dal 5 all'11 settembre 2011.

## Partecipanti ATP

### Teste di serie
| Nazionalità | Giocatore         | Ranking* | Testa di serie |
| ----------- | ----------------- | -------- | -------------- |
| Francia     | Éric Prodon       | 88       | 1              |
| Paesi Bassi | Thomas Schoorel   | 117      | 2              |
| Slovenia    | Grega Žemlja      | 122      | 3              |
| Germania    | Simon Greul       | 147      | 4              |
| Francia     | Augustin Gensse   | 155      | 5              |
| Paesi Bassi | Thiemo de Bakker  | 159      | 6              |
| Paesi Bassi | Jesse Huta Galung | 160      | 7              |
| Francia     | David Guez        | 165      | 8              |

- Rankings al 29 agosto 2011.

### Altri partecipanti
Giocatori che hanno ricevuto una wild card:
- Alban Meuffels
- Antal van der Duim
- Nick van der Meer
- Boy Westerhof

Giocatori passati dalle qualificazioni:
- Alexandre Folie
- James McGee
- Lennert van der Linden
- Roman Vogeli

## Partecipanti WTA

### Teste di serie
| Nazionalità   | Giocatrice        | Ranking* | Testa di serie |
| ------------- | ----------------- | -------- | -------------- |
| Germania      | Sarah Gronert     | 197      | 1              |
| Francia       | Alizé Lim         | 220      | 2              |
| Paesi Bassi   | Bibiane Schoofs   | 226      | 3              |
| Brasile       | Ana-Clara Duarte  | 235      | 4              |
| Francia       | Séverine Beltrame | 238      | 5              |
| Liechtenstein | Stephanie Vogt    | 245      | 6              |
| Francia       | Nathalie Piquion  | 251      | 7              |
| Brasile       | Vivian Segnini    | 292      | 8              |

- Rankings al 29 agosto 2011.

### Altre partecipanti
Giocatrici che hanno ricevuto una wild card:
- Daniëlle Harmsen
- Lesley Kerkhove
- Angelique van der Meet
- Kelly Versteeg

Giocatrici passate dalle qualificazioni:
- Albina Khabibulina
- Ksenia Kirillova
- Ilona Kramen'
- Justine Ozga
- Lisanne van Riet
- Carina Witthöft
- Zuzana Zálabská
- Nina Zander
- Josanne van Bennekom (lucky loser)

## Campioni

### Singolare maschile
Igor Sijsling ha battuto in finale  Jan-Lennard Struff con il punteggio di 7–6(2), 6–3

### Singolare femminile
Stephanie Vogt ha battuto in finale  Katarzyna Piter con il punteggio di 6–2, 6–4

### Doppio maschile
Thiemo de Bakker /  Antal van der Duim hanno battuto in finale  Matwé Middelkoop /  Igor Sijsling con il punteggio di 6–4, 6(4)–7, [10–6]

### Doppio femminile
Diana Enache /  Daniëlle Harmsen hanno battuto in finale  Katarzyna Piter /  Barbara Sobaszkiewicz con il punteggio di 6–2, 6(4)–7, [11–9]